# Ozourina
Ozourina es un género de foraminífero bentónico de la subfamilia Serovaininae, de la familia Bagginidae, de la superfamilia Discorboidea, del suborden Rotaliina y del orden Rotaliida. Su especie tipo es Ozourina concavospira. Su rango cronoestratigráfico abarca el Paleoceno.

## Clasificación
Ozourina incluye a la siguiente especie:
- Ozourina concavospira †